# 迪克·豪格兰
迪克·豪格兰（1943年7月17日—2016年10月5日）是一位美国生物化学家，知名于发明了许多螢光染料，并与其妻子共同建立了分子探针公司。豪格兰博士毕业于斯坦福大学，导师卢伯特·斯特赖尔，期间发表了一系列关于荧光共振能量转移（FRET）的文章。